# Hagneckkanal
Der Hagneckkanal ist eine acht Kilometer lange Verbindung zwischen der Aare bei Aarberg und dem Bielersee in der Schweiz.
Durch ihn wird die Aare in den Bielersee, der als Auffangbecken für das mitgeführte Geschiebe dient, geleitet. Der Bielersee und die mit ihm zusammenhängenden beiden anderen Jurarandseen (Murtensee und Neuenburgersee) wirken dadurch auch ausgleichend auf von der Aare geführtes Hochwasser. Das Aarewasser fliesst zusammen mit dem des Bielersees durch den Nidau-Büren-Kanal zurück in das alte Bett bei Büren. Der alte Verlauf der Aare zwischen Aarberg und Büren wird als Alte Aare bezeichnet.
Der Kanal wurde als Teil der ersten Juragewässerkorrektion zwischen 1875 und 1878 gebaut. Die Idee und die Planung des Kanals stammten von dem Bündner Ingenieur Richard La Nicca. Das erste Wasser floss am 16. August 1878 in den Bielersee.
Am Anfang des Kanals steht das 1963 errichtete Wasserkraftwerk Aarberg, auf halbem Weg zum Bielersee mündet von links der Kallnach-Kanal ein, der das Unterwasser des 1913 in Betrieb genommenen Wasserkraftwerk Kallnach führt. Bei der Mündung  des Hagneckkanals in den Bielersee ist 1900 das Wasserkraftwerk Hagneck errichtet worden, welches die neun Meter Höhenunterschied zur Stromerzeugung nutzt. 2015 wurde das neue Kraftwerk (Hagneck 2) eröffnet mit einer Steigerung der Stromproduktion von 35 %. Gleichzeitig mit dem Bau der neuen Wehranlage wurde das ganze Mündungsgebiet renaturiert und 2017 vom Landschaftsschutz Schweiz als Landschaft des Jahres ausgezeichnet.
Der Kanal wurde ohne Maschinen ausgehoben. Dabei war insbesondere der Durchstich beim Seerücken mit einer Tiefe von 34 Metern sehr arbeitsintensiv. Dabei wurden auch Teile eines älteren Stollens aus der Römerzeit freigelegt, dessen Überreste durch den Bau zerstört wurden. Dieser 180 Meter lange Tunnel wurde für die Entwässerung des Grossen Mooses benutzt.
Das Aushubvolumen des Kanals betrug 3,8 Millionen Kubikmeter. Davon wurden aber nur 1,6 Millionen Kubikmeter maschinell ausgehoben und für die Uferdämme verwendet. Das restliche Volumen wurde in den folgenden Jahren durch das Aarewasser abgeschwemmt und im Bielersee abgelagert.

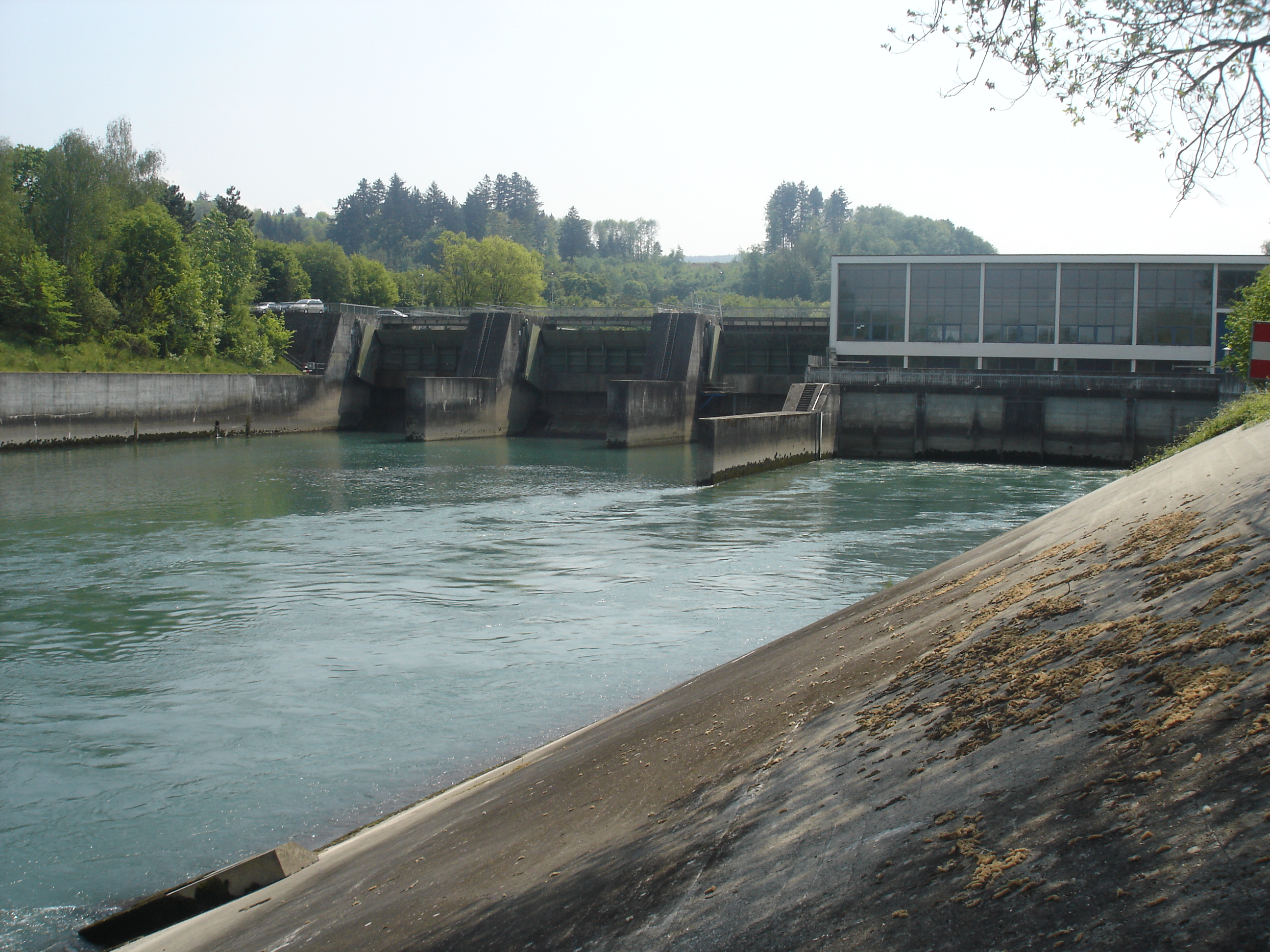
Beginn des Kanals bei Aarberg (Unterwasser der Aare-Staustufe Aarberg)
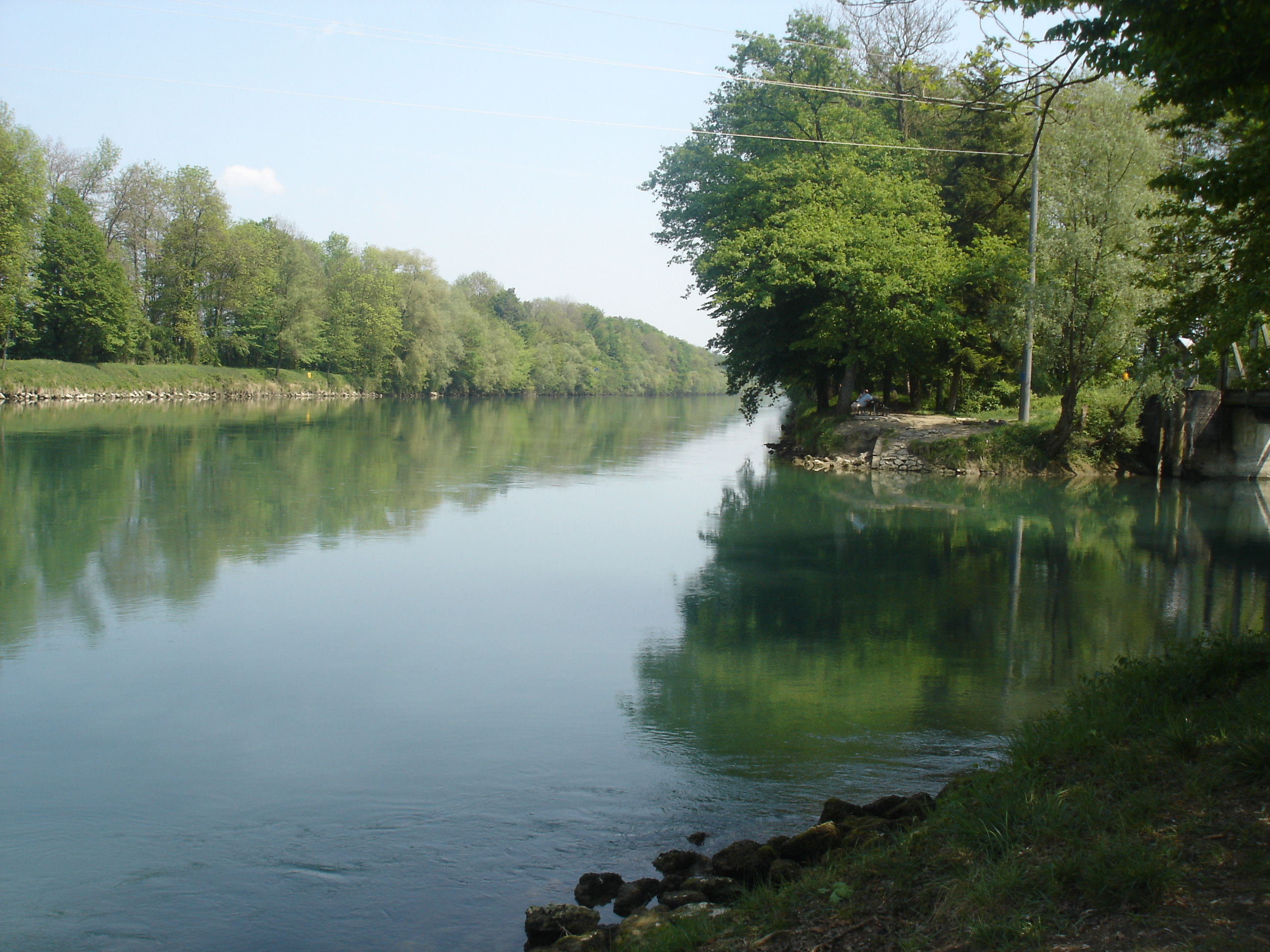
Kanal bei der Einmündung (rechts) des Unterwassers aus dem Kraftwerk Kallnach
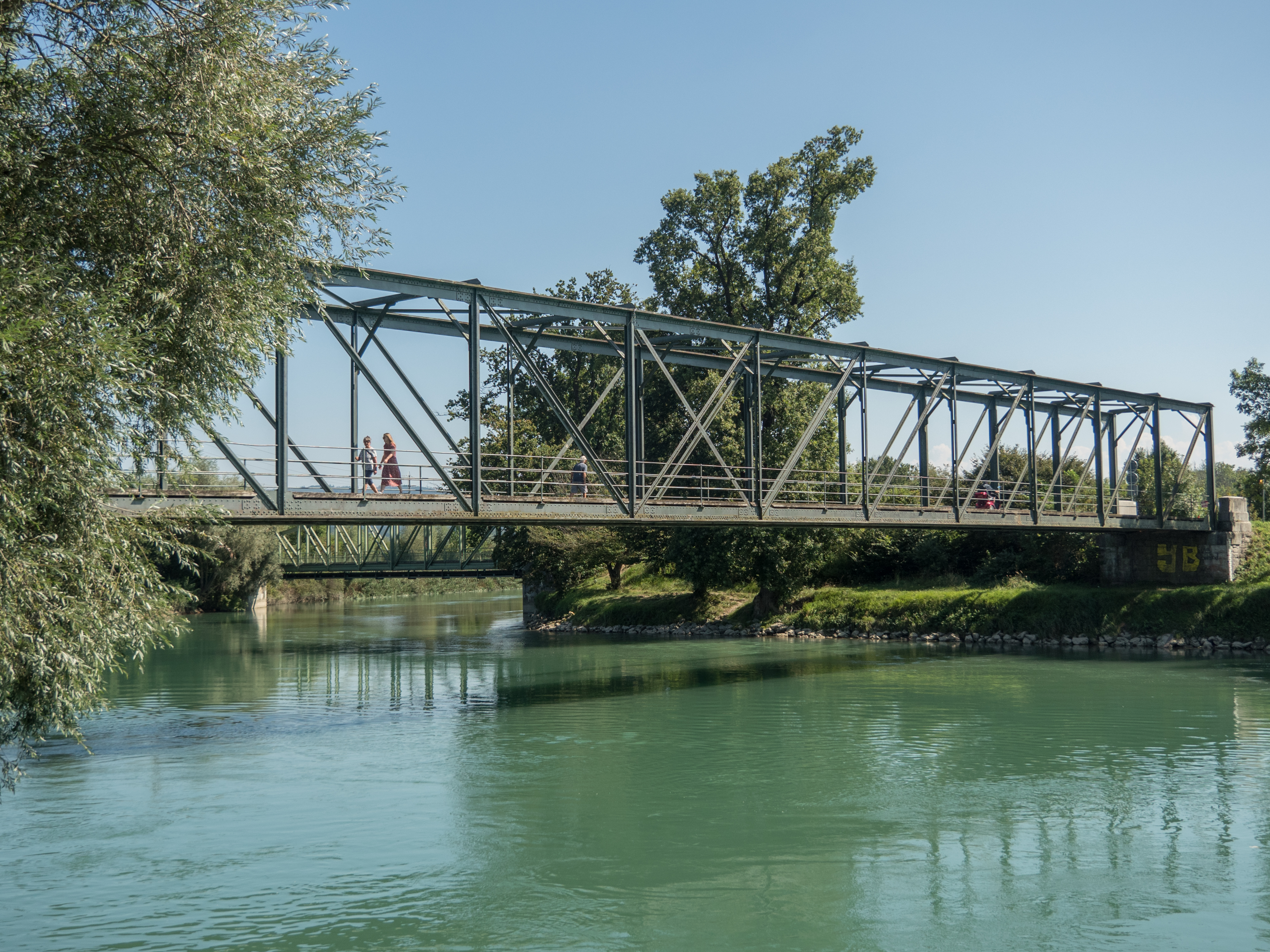
Walperswilbrücke von 1878
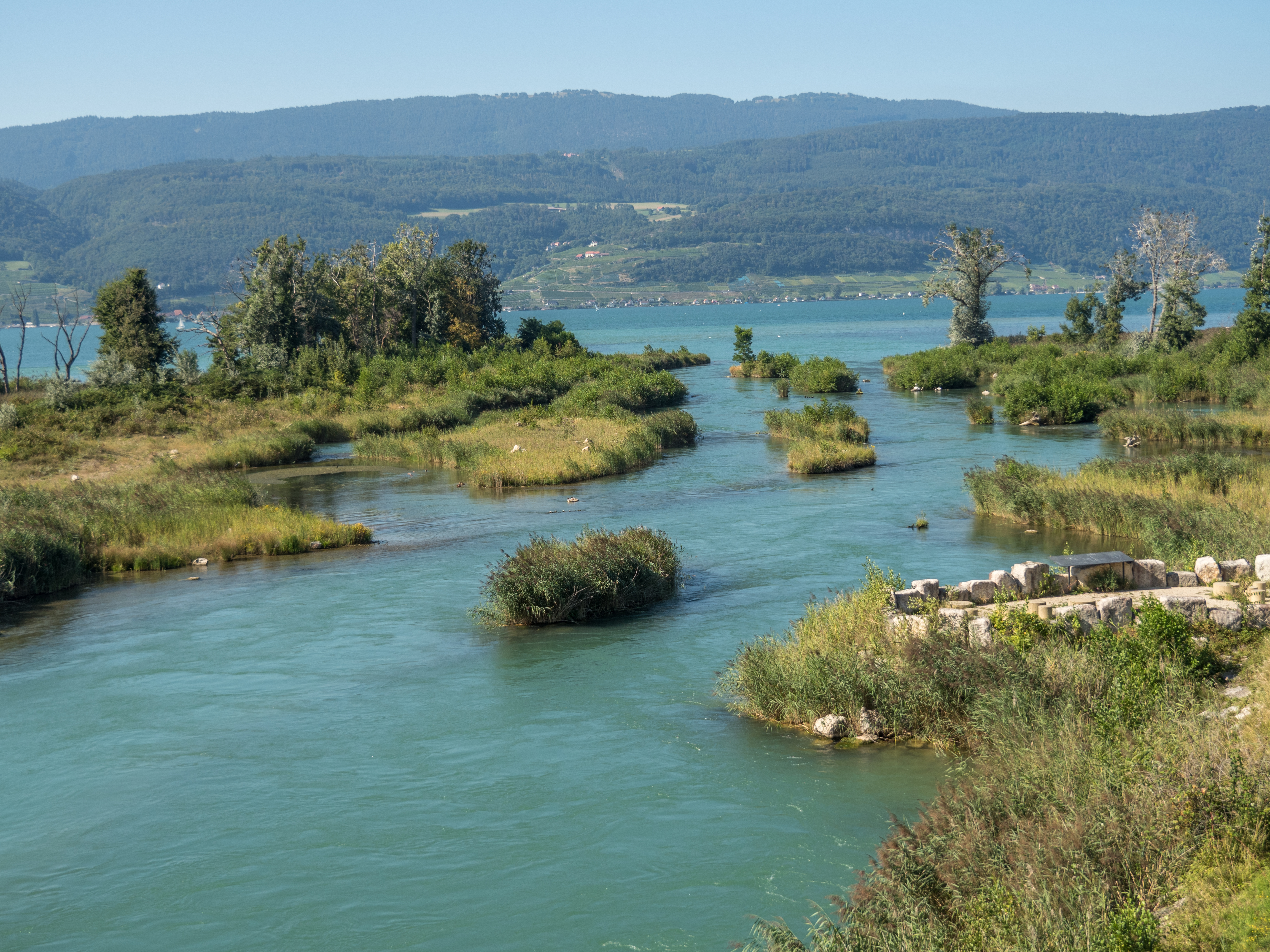
Renaturiertes Mündungsgebiet beim Kraftwerk Hagneck
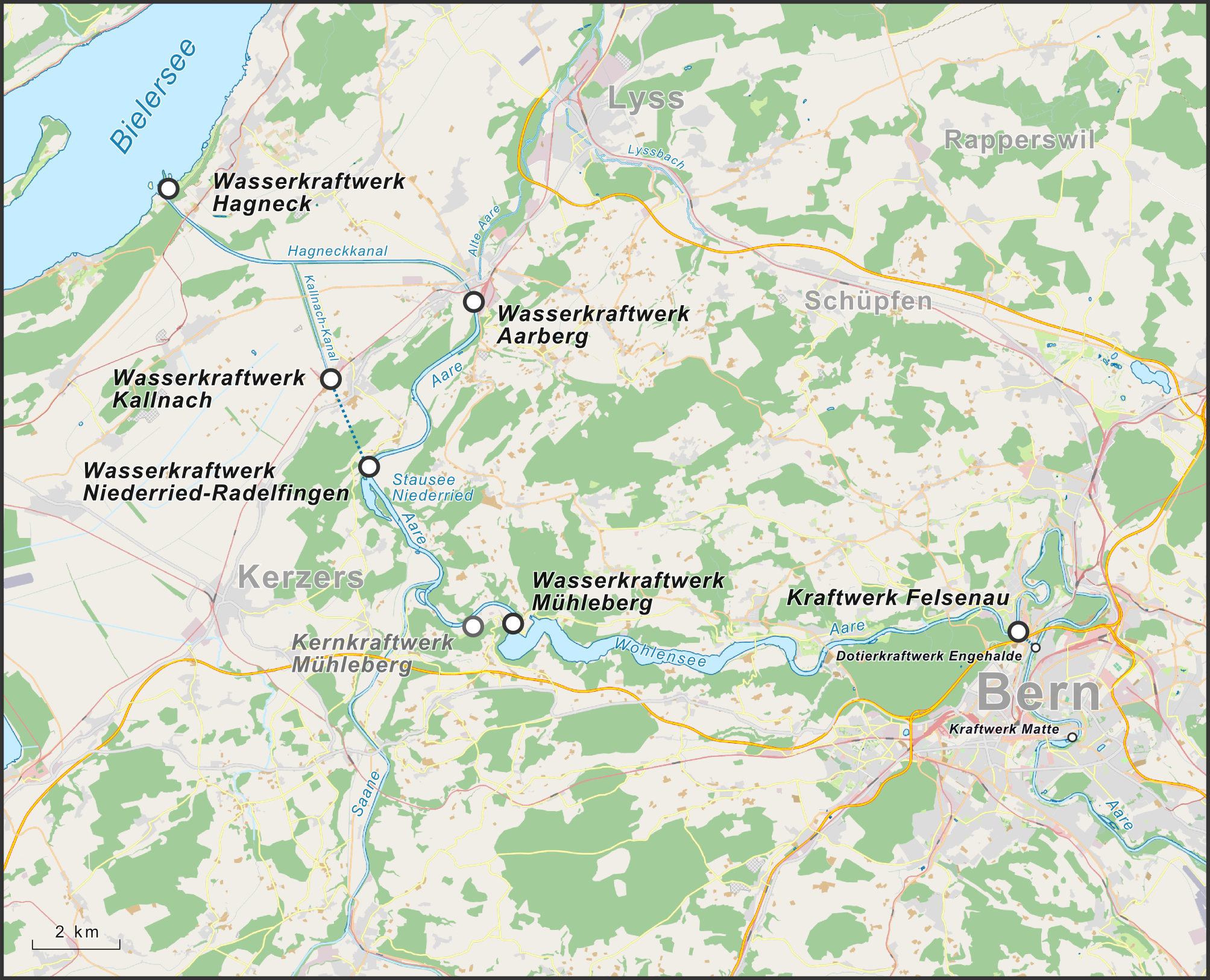
Karte der Kraftwerke am Aarelauf zwischen Bern und Bielersee